# Castelnuovo Rangone
Castelnuovo Rangone (emilián nyelven Castelnóv) település Olaszországban, Emilia-Romagna régióban, Modena megyében. Lakosainak száma 14 971 fő (2023. január 1.). Castelnuovo Rangone Formigine, Modena, Spilamberto és Castelvetro di Modena községekkel határos.

## Népesség
A település lakossága az elmúlt években az alábbi módon változott:
| Lakosok száma | 14 930 | 15 035 | 14 971 |
|               | 2017   | 2018   | 2023   |